# 堀内唯生
堀内 唯生（ほりうち ただお、1900年4月11日 - 1981年12月25日）は、現在の長野県茅野市生まれの洋画家である。

## 経歴
- 1900年 長野県諏訪郡玉川村（現在の茅野市）神之原に父堀内佐代吉・母ふさの三男として生まれる。（本名 堀内忠雄）
- 1911年 玉川尋常高等小学校(現在の玉川小学校)五年の時の校長は島木赤彦であった。
- 1914年 高等小学校 では中川紀元に図工を教わった。唯生の家のすぐ前の家に正宗得三郎と中川紀元が下宿していた。中川紀元に描いた画を持ってくるように言われ、時々描いた画をみてもらう。
- 1920年 小尾喜作が校長であった茅野市立玉川小学校に教員として勤める。
- 1925年 玉川小学校を退職し、東京へ上京。中川一政に師事。雅号を唯生とする。
- 1926年 第四回春陽会展に初入選。以後終戦までほとんど毎年入選。また、師に誘われこの年より1931年まで中川一政の家(東京/永福町)に五年間同居し、中川一政と一緒に画を描いた。
- 1931年 原田なみ江と結婚。千葉県印旛郡、神奈川県川崎市に住む。長男（堀内龍也）長女（増沢直子）が生まれる。2 - 3か月家をあけ、伊豆・房総などに出かけて画をかく生活をする。
- 1945年 東京大空襲の際、戦前の画ならびに生活のすべてを焼失。生まれ故郷の玉川村へ疎開。以後上京の意志は持ちつつ、終戦後の荒廃した都会で幼い子供の養育は困難と判断、上京を断念。農業をしながら画をかく。
- 1959年 中川一政が茅野へ来訪。唯生に画に専念することを勧める。
- 1961年 秋、諏訪市美術館で志村一男、野村千春、堀内唯生の共同展覧会を行なう。
- 1962年 子供が大学入学のため上京。これを機に「20年近く子供のため時間を費やしたが、これからまた自分の仕事をする。画をかく。」とキャンパスに向かう。画の主は“海,花,たくみ沢”の三つであった。
- 1973年 肺炎により諏訪中央病院に入院。退院後少しずつ画をかく。
- 1979年 脳血栓により軽い右マヒ。以後画筆を置く。
- 1981年10月、茅野市美術館にて堀内唯生個展を開催、124点を出品する。12月、急性肺炎となり入院。12月25日永眠す。

## 代表作品
- 洋画、花や海、自然な（見たまま）作品を多く画いた。全てが独学。中川一政に師事。晩年の作品は自然で個性的なタッチの画である。
- 絵画作品 「花」「薔薇」「海」「たくみ沢」等。
  - 郊外早春（1929年） 春陽会
  - 秋景（1929年） 山人会
  - 横浜湾を望む（1934年） 春陽会
  - 工沢の夕焼（1959年）
  - 房州野島崎灯台の夕（1969年）
  - 白百合（1978年） 絶筆

## 収蔵美術館
- 長野県立美術館
- 茅野市美術館
- 諏訪市美術館
- 市立岡谷美術考古館

## 評伝・その他
- 地域の人々、家族にささえられた画家。
- 中川一政家に同居の頃、長女桃をよく抱いて歩いていたので、唯生のことを近所の方が中川一政と間違えたりした。中川家ではよく相撲をとった。唯生は名を「八ヶ岳」と言って、大勢の人が来ていろんな人と相撲をとった。また、中川一政の妻暢子の弟千田是也に、演劇の方をやってみないかと言われたことがあった。
- 唯生に好きな画をかきつづけてほしいという思いより、妻なみ江は教職に就きと経済面をささえた。生活は決して裕福ではなかった。唯生は一生涯「画は売るために画くものではない。」と言い信念を貫いた。「死ぬまで個展は開かない。」と言っていた。しかし、晩年廻りの人の説得により、最初で最後の唯一の個展を開いた。世を去る2か月前であった。地域の人、お世話になった人、画家の友人…と多くの来館者があった。

## 短歌
- たんぼには茶の道具あり火を焚きて濃き茶を飲みて画を描きにけり （妻なみ江）
- 個展せる足悪き夫は腰掛けて長く描きし画を眺め居り （妻なみ江）

## 著作
- 堀内唯生画集（堀内唯生作/堀内なみ江発行/堀内唯生画集刊行会）,1982/08国立国会図書館ホームページ
- 堀内唯生スケッチ集（堀内唯生作/堀内龍也発行/岩谷画廊）,2014/08. NCID BB16479097